# Hudovernig Károly
Hudovernig Károly, Hudovernig Károly György (Pest, 1873. szeptember 12. – Budapest, 1928. június 19.) magyar orvos, ideg- és elmegyógyász, kórházigazgató.

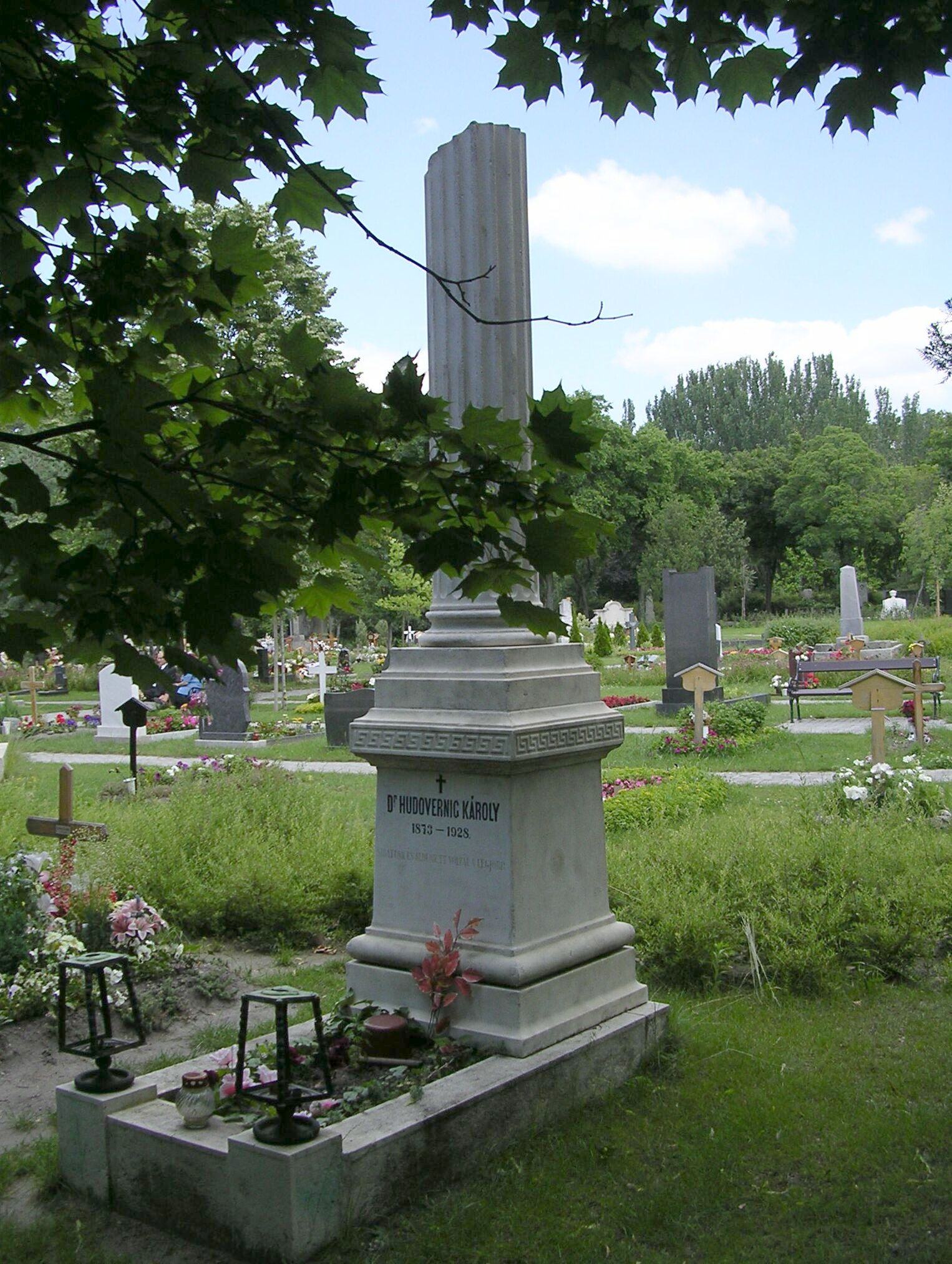
Sírja a Fiumei úti sírkertben (43-1-74)

## Életpályája
Hudovernig Károly (1846–1898) honvédszázados és Rubner Hermina (1852–1902) fiaként született. A Budapesti V. kerületi Királyi Katolikus Főgimnáziumban érettségizett (1891). 1897-ben a Budapesti Tudományegyetemen szerzett orvosdoktori oklevelet. 1897–1908 között a Budapesti Tudományegyetem Elmekórtani Klinikájának egyetemi tanársegéde, 1907–1928 között magántanára volt. 1907-ben az elmekórtan tárgykörben magántanári képesítést szerzett. 1908 és 1913 között a budapesti Szent János Kórház Elmebeteg Osztályának osztályvezető főorvosa volt. 1913 és 1928 között a Duna jobb parti elmebeteg-kórházak kórházigazgató-főorvosa volt.

### Munkássága
Idegi anatómiával, az idegrendszer kóros elváltozásainak vizsgálatával, ritka idegrendszeri kórképek diagnosztikai problémáival, a különböző elmebetegségek diagnosztikai és terápiai kérdéseivel foglalkozott. Alapvetően új megállapításokat tett a skizofrénia, a neuroszifilisz és az alkoholos elmezavarokkal kapcsolatban.
Sírja a Fiumei úti sírkertben található (43-1-74). Sírfelirata: „Siratunk és áldunk, Te voltál a legjobb!”

### Családja
Felesége Reisz Berta (1874–1956) volt, Reisz József és Flamm Róza lánya, akivel 1915. május 19-én Budapesten, a Ferencvárosban kötött házasságot.
Három gyermekük született: Hudovernig Dezső (1895–1967) orvos, Hudovernig László (1904–1950) jogász és Margitay Józsefné Hudovernig Nusi (Anna).

## Művei
- A circurális elmezavarról (Budapest, 1899)
- Az agykéreg idegsejtjeinek elhelyezéséről (Magyar Orvosi Archivum, 1900)
- Kimutatás az elme- és idegkórtani ambulanciánk 1900. évi működéséről (Orvosi Hetilap, 1901. 7.)
- Adat a chorea minor kórbonctanához (Magyar Orvosi Archivum, 1902)
- Kimutatás a klinika nyilvános rendelésének 1901. évi működéséről, casuisticával kapcsolatban (Orvosi Hetilap, 1902. 25.)
- Két új elektród és alkalmazásuk (Budapesti Orvosi Ujság Tudományos Közleményei, 1903)
- Carcinoma oesophagi folytán keletkezett górcsői változások a nervus vagus magvában. Előzetes közlemény (Orvosi Hetilap. Elme- és idegkórtan, 1903. 1.)
- A kóros óriásnövésről (Pétzy-Popovics Urossal; Orvosi Hetilap, 1903. 25.)
- A hemiplagia infantilisnél fellépő izomsorvadásokról két ritkább kóroktani eset kapcsán (Orvosi Hetilap. Elme- és idegkórtan, 1904. 2.)
- Az ún. supraorbitalis reflex és annak lényege (Orvosi Hetilap. Elme- és idegkórtan, 1904. 3.)
- A tertiaer lues viszonya a tabes dorsalis és a paralysis progressivához. Hudovernig Károly előadása a III. Országos Elmeorvosi Értekezleten, 1904. október 23-án (Guszman Józseffel; Orvosi Hetilap. Elme- és idegkórtan, 1904. 4.)
- A Basedow-kór organotherápiájához (Orvosi Hetilap. Elme- és idegkórtan, 1905. 1.)
- A gigantismus-eset kétéves fejlődése. Adat a csontosodás tanához. Hudovernig Károly előadása a Budapesti Királyi Orvosegyesület Elme- és Idegkórtani Szakosztályában, 1905. március 13-án. (Orvosi Hetilap. Elme- és idegkórtan, 1905. 3.)
- Diplegia facialis rheumatica gyógyult esete. Hudovernig Károly előadása a Budapesti Királyi Orvosegyesület Elme- és Idegkórtani Szakosztályában, 1905. október 16-án (Orvosi Hetilap. Elme- és idegkórtan, 1905. 4.)
- A methylotropinum bromatum alkalmazása az idegrendszer megbetegedéseinél (Orvosi Hetilap, 1906)
- Az 1906. évi okt. hó 29-én és 30-án Budapesten tartott IV. országos elmeorvosi értekezlet munkálatai (Budapest, 1907)
- Adatok az agyidegmagvaknak finomabb bonctanához és localisatiójához. Nervus hypoglossus, nervus vagus és nervus facialis (Orvosi Hetilap, 1907 és külön: Budapest, 1907)
- A facialisbénulás jelentősége ideg- és elmekórtani szempontból. Hudovernig Károly magántanári próbaelőadása 1907. június 26-án. (Orvosi Hetilap. Elme- és idegkórtan, 1907. 4.)
- Therapiás kísérletek az Enesollal tabesnél és paralysisnél (Orvosi Hetilap. Elme- és idegkórtan, 1908. 4.)
- Az 1909. év aug. hó 28-án Budapesten tartott V. országos elmeorvosi értekezlet munkálatai (Budapest, 1910)
- Az 1911. év okt. hó 29-én és 30-án Budapesten tartott VI. országos elmeorvosi értekezlet munkálatai (Budapest, 1912)
- Az Arsotonin mint vérképző és idegerősítő gyógyszer (Orvosi Hetilap, 1916)
- A háború hatása az emberek és néptömegek psychéjére (Természettudományi Közlöny, 1920)
- Forel Ágoston: A hypnotismus vagy suggestio és a psychotherapia. A 9. kiadás után fordította: Sztrokay Kálmán (előszó, Budapest, 1921)
- Schrizophenia periodica ritkább esetei (Gyógyászat, 1927)